# 바샤리 터마시

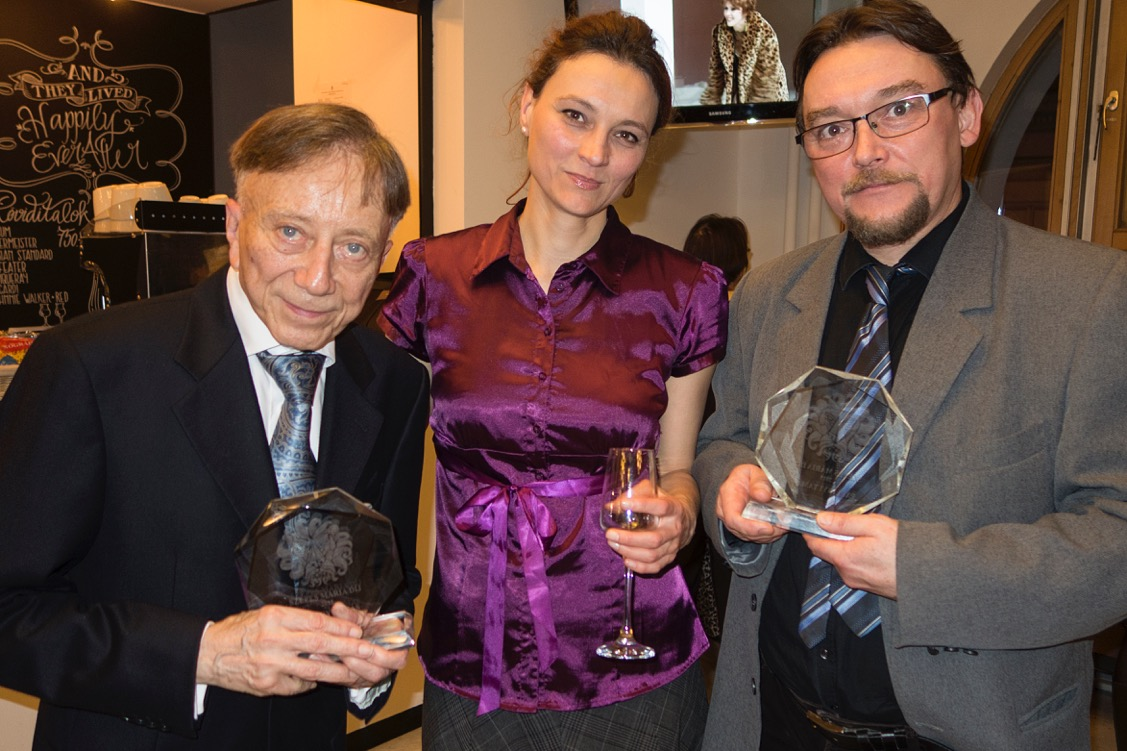

바샤리 터마시(헝가리어: Vásáry Tamás [ˈvaːʃaːri ˈtɒmaːʃ], 1932년 ~ )는 헝가리 태생의 피아니스트이다. 스위스에서 활동했다.
9세 때 리사이틀을 열고 그 후 프란츠·리스트상을 받았다. 작곡가 코다이, 피아니스트 아니 피셔에게 인정받았다. 발매중인 음반은 상당수 쇼팽의 곡이며, 섬세하고 우아한 연주라는 평을 듣는다.